# Mołomotki-Dwór
Mołomotki-Dwór – wieś w Polsce położona w województwie mazowieckim, w powiecie sokołowskim, w gminie Repki. Ma status sołectwa.
| SIMC    | Nazwa             | Rodzaj    |
| ------- | ----------------- | --------- |
| 0685015 | Mołomotki-Folwark | część wsi |

W latach 1975–1998 miejscowość administracyjnie należała do województwa siedleckiego.
Wierni kościoła rzymskokatolickiego należą do parafii Trójcy Przenajświętszej w Repkach.